# 하용부
하용부(河龍富, 1955년 7월 9일 ~ )는 대한민국의 예술인이다.
하용부는 1955년 12월 19일 3남 3녀 중 둘째로 태어나 5살 때부터 무형문화재 제68호 밀양백중놀이 인간문화재 고 하보경 조부로부터 밀양 전통춤을 배웠다. ‘밀양백중놀이’, ‘양반춤’, ‘범부춤’ 등의 예능 보유자 인간문화재로 1981년 밀양백중놀이에 입문해 2002년 친할아버지였던 무형문화재 제68호 밀양백중놀이 인간문화재 하보경의 대를 이어 국가 인간문화재로 지정되었다.
2018년 문화계 '미투(#Me too)' 폭로로 성추행한 사실이 드러났고, 2019년 7월 16일부로 인간문화재 자격을 상실하였다.